# 演进节点B
演进节点B（Evolved Node B，缩写为eNodeB、eNB），也被称为E-UTRAN节点B（E-UTRAN Node B），是LTE系统中E-UTRAN的组成部分，是对于UMTS系统中节点B部分的演进。该设备是移动网络和用户的设备之间进行连接的硬件，其功能类似于GSM网络中的基地收发机站。
传统上，节点B具有最小的功能设置，并由RNC（无线网络控制器）进行控制。然而，eNB没有单独的控制器元件。这简化了系统架构，并且可以提供较低的网络响应时间。

## 演进的节点B和节点B之间的差异

### 空中接口
eNB遵循E-UTRA协议中关于LTE-Uu接口的规定，在下行链路使用OFDMA和上行链路使用SC-FDMA。与此相反，节点B在WCDMA或TD-SCDMA的Uu接口上使用的UTRA协议。

### 控制功能
eNB拥有嵌入其自身的控制功能，而不是同节点B那样通过的RNC（无线网络控制器）进行相关控制。

### 网络接口
eNB与系统架构演进（SAE）核心部分的接口和其他的基站eNB接口如下：
- eNB通过S1-AP协议的S1-MME接口与移动性管理器（MME）连接，用于控制信令（CP）的传输。
- eNB使用GTP-U协议的S1-U接口连接服务网关（S-GW），用以传输用户数据（UP）。

S1-AP和S1-U接口被统称为S1接口的，它代表了从eNB到EPC的接口。
- 基站之间使用基于X2-AP协议的X2接口，以实现基站之间的互通。